# Национальный театр (Афины)
Национальный театр (греч. Εθνικό Θέατρο) — открыт в 1932 году в Афинах, столице Греции. Расположен в здании, построенном между 1895 и 1901 годами по проекту немецкого архитектора Эрнста Циллера.

## Цели
На современном этапе национальный театр Греции имеет целью:
- исследование, преподавание и распространение в Греции и за её рубежом древнегреческой драмы;
- постановка и современная интерпретация греческой классики;
- создание целевых постановок, рассчитанных на молодежную и детскую аудиторию;
- театральное образование на базе театрального училища;
- развитие межнационального обмена и сотрудничества, особенно с теми странами Европы, где проживают этнические греки;
- создание условий и стимулов для развития творческого потенциала страны.

## История
Евстратий Раллис (Ευστράτιος Ράλλης; 1800—1884), представлявший интересы могущественной семьи Раллис в Манчестере, подарил 10 000 фунтов королю Греции Георгу I. В 1880 году король принял решение употребить эти средства на создание театра.
Фундамент здания заложен на 1891 году на улице Айю-Констандину на участке земли, принадлежавшей коммерсанту Николаю Тону (1850—1906). Автором проекта был архитектор Эрнст Циллер, известный также по проекту стадиона Панатинаикос, Национальной библиотеки Греции, Президентского дворца и других известных сооружений Афин.
В 1900 году руководителем театра был назначен Ангелос Влахос, художественным руководителем — Фома Иконому. Вскоре Ангелос Влахос ушёл в отставку и директором стал Николай Тон. После смерти последнего в 1906 году директором снова стал Ангелос Влахос. 
7 ноября 1901 года при театре стала действовать драматическая школа, в которой наряду с Иконому преподавал Аристотелис Куртидис, а 24 ноября состоялось официальное открытие Королевского театра монологом из романтической трагедии «Мария Доксапатри» Деметриоса Вернардакиса и двумя одноактными пьесами греческих драматургов: «Смерть Перикла» Димитриоса Коромиласа и «Нужна прислуга» Хараламбоса Анниноса.

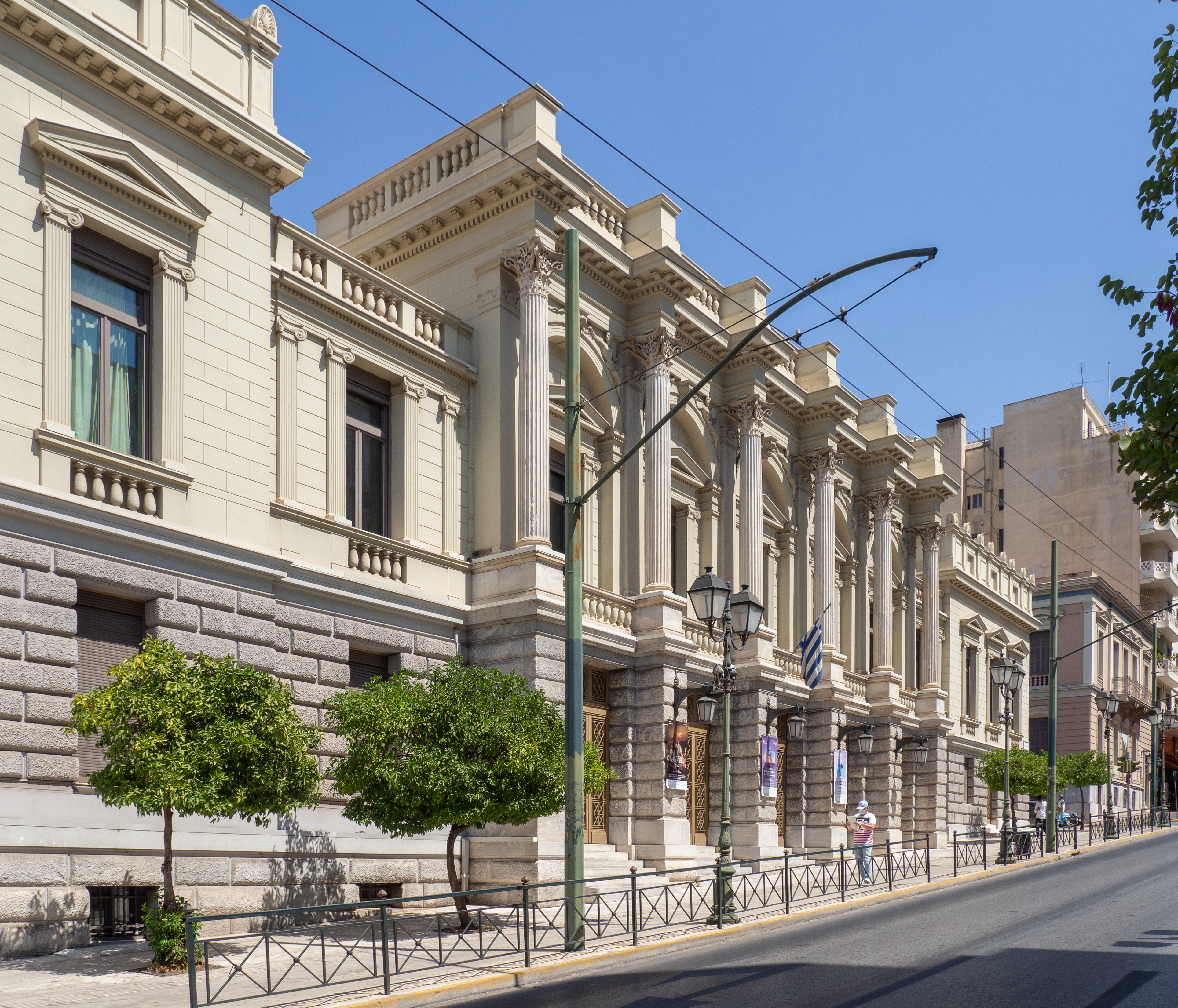
Театр и улица Айю-Констандину в Афинах

Со временем театр снискал себе популярность не только среди состоятельных афинян, но и среди представителей средних слоев. Его репертуар насчитывал несколько десятков произведений. 30 декабря 1903 года Йоргос Сотириадис должен был ставить «Орестею» Эсхила в прозаическом переводе. В процессе постановки вспыхнул лингвистический конфликт. Группа студентов Института философии, подстрекаемые профессором Йоргосом Мистриотисом, вышли с маршем на улицу Св. Константина, чтобы остановить действие. Этот день известен как Орестеика в новейшей истории Греции, в результате стычки один человек погиб и более десяти получили ранения.
В 1908 году Королевский театр объявил, что приостанавливает свою деятельность не неопределенный срок, хотя и продолжал гастролировать по странам Европы. 30 мая 1930 года специальным Постановлением Греческого парламента и при содействии министра образования и религии Георгиоса Папандреу был учрежден Национальный театр Греции. Директором театра назначен Иоаннис Грипарис, художественным руководителем — Фотос Политис.
19 марта 1932 года состоялось открытие Национального театра Греции. Первой постановкой был «Агамемнон» Эсхила. 3 октября 1938 года театр представил первую постановку на открытом воздухе в Эпидавре — «Электру» Софокла. С 1938 года танцовщиком в театре работал Яннис Рицос, более известный как выдающийся новогреческий поэт XX века и революционер. 5 марта 1939 года основали Национальную оперу как составную Национального театра Греции, в том же году театр впервые ставит шекспировские произведения — «Отелло» и «Гамлет».
В 1956 году создан так называемый Второй Национальный театр Греции для постановок произведений новых греческих драматургов. В 1971 году организован мобильный состав театра, который бы мог гастролировать по провинциям страны. В 1980 году с постановкой «Синей птицы» Метерлинка состоялось открытие Детского театра. В 1984 году на сцене национального театра Греции поставил «Месяц в деревне» И. С. Тургенева лауреат Каннского кинофестиваля за лучшую режиссуру (1955) Жюль Дассен.
В конце 90-х годов XX века театр значительно расширил круг своей деятельности. В 2000 году была открыта Летняя академия театра в Эпире, а в 2002 году театр присоединился к Европейской конвенции театров, которая сейчас объединяет театры 23 европейских стран.